# Энистон, Дженнифер
Дже́ннифер Джоа́нна Э́нистон (англ. Jennifer Joanna Aniston; род. 11 февраля 1969, Шерман-Окс, Калифорния, США) — американская актриса, кинорежиссёр и продюсер, наиболее известна как исполнительница роли Рэйчел Грин в телевизионном сериале канала NBC «Друзья» (1994—2004), за которую она была удостоена премий «Эмми» (2002) и «Золотой глобус» (2003). Обладательница именной звезды на голливудской «Аллее славы».
Также популярность актрисе принесли главные роли в комедийных фильмах, таких, как: «Брюс Всемогущий» (2003), «Развод по-американски» (2006), «Обещать — не значит жениться» (2009), «Охотник за головами» (2010), «Больше, чем друг» (2010), «Притворись моей женой» (2011), «Несносные боссы» (2011), «Мы — Миллеры» (2013), «Укради мою жену» (2013), «Несносные леди» (2016) и др.
Также за продюсирование и исполнение главной роли в драматическом сериале «Утреннее шоу» (2019 — н.в.) Энистон получила номинацию на премию «Эмми», пять номинаций на «Золотой глобус» и пять номинаций на премию Гильдии киноактеров Америки, в том числе победу в категории «Лучшая женская роль в драматическом сериале».
Дженнифер Энистон считается одной из самых высокооплачиваемых актрис в Голливуде, в 2017 году её собственный капитал оценивался в $200 млн. Она также была включена в списки самых красивых женщин журналами People, Cosmopolitan и Esquire.

## Ранние годы и образование
Дженнифер Энистон родилась 11 февраля 1969 года, в городке Шерман-Окс (штат Калифорния, США) в семье американского актёра греческого происхождения Джона Энистона (при рождении Яннис Анастассакис, родом с острова Крит) и Нэнси Доу (1936—2016), актрисы с шотландскими и итальянскими корнями. У Дженнифер есть два брата — Джон Мелик (старший) и Алекс Энистон (младший). Крёстный отец Энистон — греко-американский актёр Телли Савалас, лучший друг её отца. Её дед (по фамилии Анастассакис) приехал в США из Греции и стал владельцем закусочной.
Энистон училась в штайнеровской школе в Нью-Йорке. В школьном драматическом кружке проявился её актёрский талант. В этой же школе проявились и её способности к рисованию.
Когда девочке было 9 лет, её родители развелись. Она осталась с матерью, но часто ездила к отцу в Лос-Анджелес, где Джон Энистон играл одну из главных ролей в сериале «Дни нашей жизни». В 11 лет Дженнифер начала играть в драматическом кружке школы Рудольфа Штайнера. Своё профессиональное обучение она продолжила в 1987 году в нью-йоркской школе искусств LaGuardia, после окончания которой приняла участие в нескольких бродвейских постановках («For Dear Life», «Dancing on Checker’s Grave» и других). В этот период Энистон также подрабатывала курьером и занималась телефонным маркетингом.

## Карьера

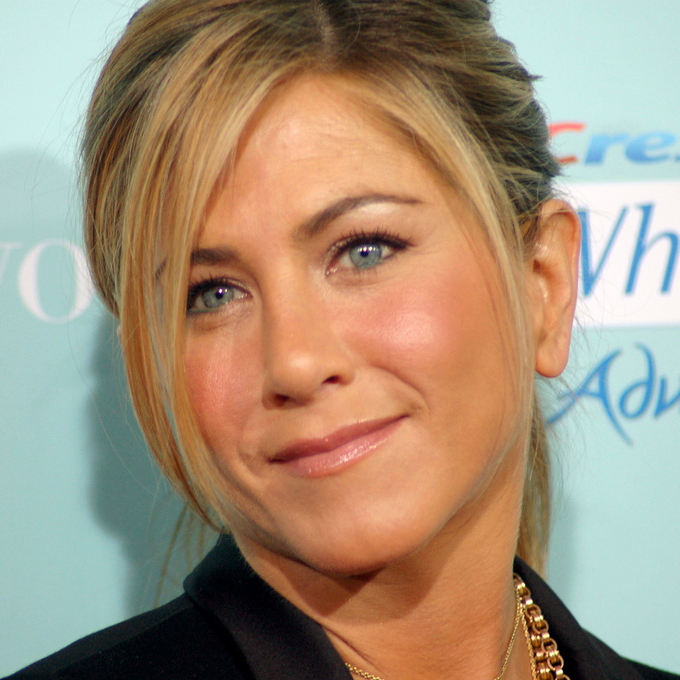
Энистон на премьере фильма Обещать — не значит жениться в 2009 году.

Энистон принимала участие в радиошоу Говарда Стерна в конце 1980-х и начале 1990-х. Она переехала в Голливуд и в 1990 году получила свою первую телевизионную роль в сериале «Molloy», а также роль в телевизионном фильме «Лагерь Кукамонга». Когда Дженнифер нашла агента, который согласился её представлять, то он поставил жёсткое условие — она должна сбросить 30 фунтов. Кроме того, она снималась в сериалах «Выходной день Ферриса Бьюлера» (1990), «The Edge» (1992) и «Выкарабкивающийся» (1994), а также появлялась в качестве приглашённой актрисы в телесериалах «Квантовый скачок», «Голова Германа» и «Закон Бёрка». После череды отменённых сериалов, а также своего появления в подвергнутом критике фильме ужасов «Лепрекон» Энистон серьёзно задумывалась о завершении карьеры актрисы.

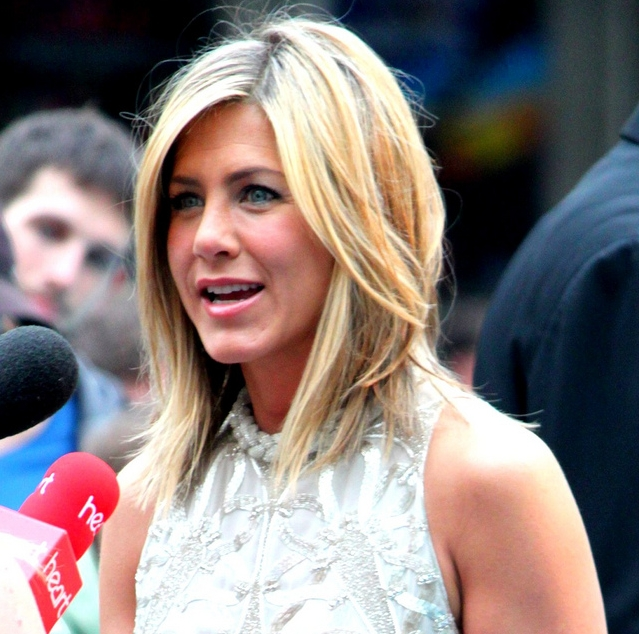
Дженнифер Энистон на премьере фильма «Несносные боссы» в Лондоне, 20 июля 2011 года

Однако планы Энистон изменились, когда она пришла на кастинг сериала «Друзья», который стартовал на NBC в 1994 году. Продюсеры шоу изначально хотели взять на роль Рэйчел Грин актрису Кортни Кокс, но Кортни сказала, что видит себя в роли Моники Геллер. После появления Дженнифер на съёмочной площадке всем стало ясно, что она идеально подходит на роль Рэйчел Грин. Этого персонажа она играла на протяжении всего сериала с 1994 по 2004 годы. Сериал стал очень успешным, и Энистон, наряду с остальными ведущими актёрами, получила известность среди телезрителей. Её причёску копировали женщины всего мира. В последних двух сезонах «Друзей» Дженнифер получала зарплату в один миллион долларов за серию. За участие в этом шоу актриса была пять раз номинирована на «Эмми» (и победила один раз) в номинации «Лучшая женская роль в комедийном сериале». В 2003 году за роль Рэйчел Грин Энистон была награждена премией «Золотой глобус».
В перерывах между съёмками «Друзей» Энистон снималась в различных фильмах. Первой её заметной работой стала второстепенная роль в независимой комедии «Только она единственная», в которой также снялась Камерон Диас. В 1997 Дженнифер сыграла свою первую главную роль в большом кино — в романтической комедии «Портрет совершенства». Фильм получил смешанные рецензии от критиков, однако игра Энистон в нём была оценена положительно. В это же время Дженнифер снялась в фильмах «Ускользающий идеал» с Сарой Джессикой Паркер, «Тонкая розовая линия» и «Офисное пространство», также она озвучила главную героиню мультфильма «Стальной гигант». В 1998 актриса сыграла женщину, влюблённую в гомосексуала, в трагикомедии «Объект моего восхищения», а в 2002 исполнила роль непривлекательной кассирши из супермаркета в независимой драме «Хорошая девочка». Работы Энистон в этих фильмах получили признание у кинокритиков и доказали, что она может играть более серьёзные роли.
Также успешным фильмом с участием актрисы стала фантастическая комедия «Брюс Всемогущий», в которой она сыграла роль подруги главного героя Джима Керри. В 2004 она снялась с Беном Стиллером в комедии «А вот и Полли». В конце 2005 года Энистон появилась в главных ролях в фильмах «Цена измены» и «Ходят слухи», которые имели неплохие кассовые сборы, принеся более 30 миллионов долларов каждый. В 2006 в ограниченный прокат вышла малобюджетная картина «Друзья с деньгами», в котором главные роли помимо Энистон также сыграли Кэтрин Кинер, Джоан Кьюсак и Фрэнсис Макдорманд. Следующий фильм с участием Энистон «Развод по-американски» был прохладно встречен критиками, однако собрал свыше 100 миллионов долларов в прокате США. Также, в 2006 Энистон срежиссировала короткометражку Room 10 с Робин Райт Пенн и Крисом Кристофферсоном. По словам актрисы, её вдохновил режиссёрский опыт Гвинет Пэлтроу.
25 декабря 2008 года в прокат вышла комедия «Марли и я», где партнёром Дженнифер Энистон стал Оуэн Уилсон. Её мировые сборы составили 242 717 113 долларов. Следующим фильмом Энистон стала романтическая комедия «Обещать — не значит жениться». В первый уик-энд картина собрала 27,5 млн долларов и заняла первое место в чарте. Несмотря на то, что рецензии на фильм были смешанные, работа Энистон, а также её партнёров по фильму Бена Аффлека, Дженнифер Коннелли, Скарлетт Йоханссон и Дрю Бэрримор, была оценена положительно.
В марте 2010 состоялась премьера фильма «Охотник за головами» с участием Дженнифер и Джерарда Батлера. Картина была в пух и прах разругана критиками, однако собрала в прокате свыше 130 млн долларов. Следующий фильм Энистон, комедийная мелодрама «Больше, чем друг», провалилась в прокате и получила смешанные отзывы, однако была оценена выше «Охотника за головами».
11 февраля 2011 была выпущена романтическая комедия «Притворись моей женой». По сюжету этого фильма, успешный пластический хирург (Адам Сэндлер) просит свою секретаршу (Энистон) притвориться его женой, чтобы он смог доказать свою честность своей подружке (Бруклин Декер).
Летом 2011 года вышла комедия «Несносные боссы» с Дженнифер Энистон, Джейсоном Бейтманом, Колином Фарреллом, Кевином Спейси и Джейми Фоксом. По сюжету фильма, трое друзей решают убить своих начальников-тиранов. Дженнифер играет роль сексуально озабоченной женщины-дантиста, которая домогается одного из главных героев (Чарли Дэй).

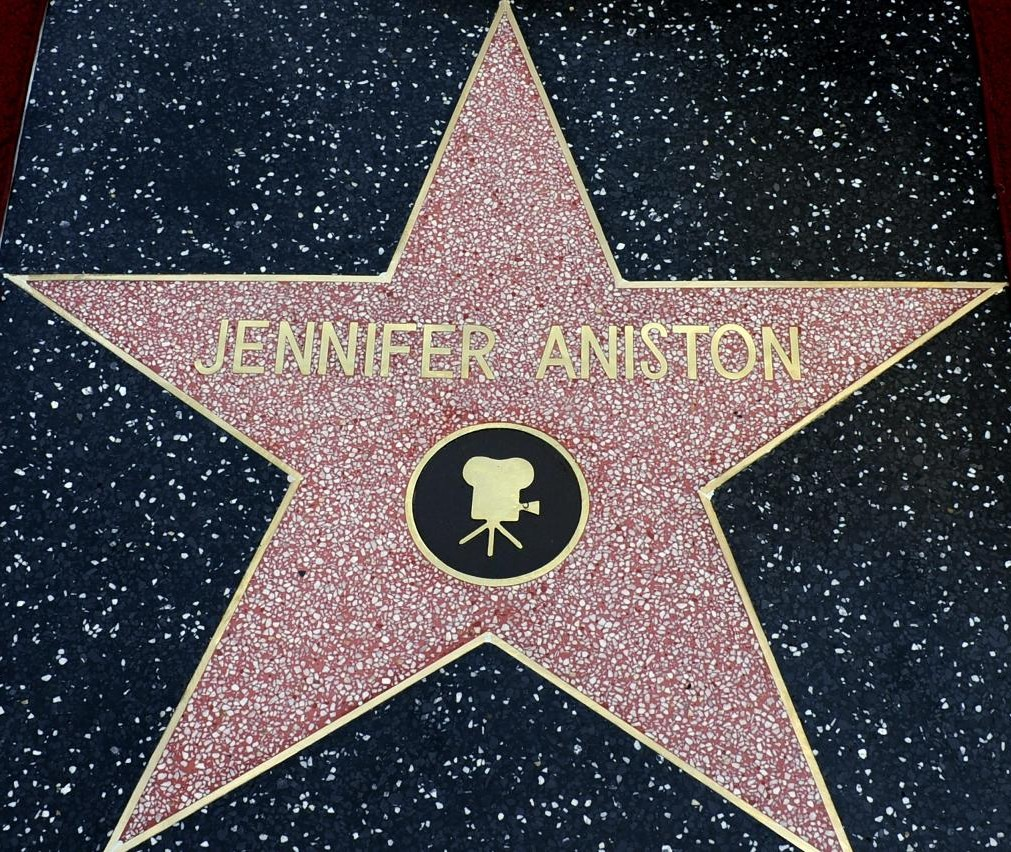
Звезда Дженнифер Энистон на голливудской «Аллее славы»

24 февраля 2012 года состоялась премьера комедии «Жажда странствий». Режиссёром фильма выступил Дэвид Уэйн, а продюсером — Джадд Апатоу. Днём ранее актриса получила звезду на знаменитой голливудской «Аллее славы». С партнёром по фильму Полом Раддом Дженнифер работает не впервые — они вместе снимались в картине «Объект моего восхищения», кроме того, Пол стал приглашённой звездой конца 9-го и 10-го сезонов «Друзей».
3 августа 2013 года состоялась премьера комедии «Мы — Миллеры». Партнёром Дженнифер выступил Джейсон Судейкис, с которым она также снималась ранее в картинах «Несносные боссы» и «Охотник за головами». 14 сентября 2013 года в рамках Международного кинофестиваля в Торонто состоялась премьера криминальной комедии «Укради мою жену». Партнёрами Дженнифер в картине выступили Айла Фишер и Тим Роббинс. Осенью 2013 года в Нью-Йорке прошли съёмки фильма, получившего российское название «Мисс Переполох». Речь в картине идёт о девушке лёгкого поведения, которая с помощью бродвейского режиссёра мечтает попасть на театральные подмостки. Компанию актрисе составили Имоджен Путс и Оуэн Уилсон, с которым Дженнифер снималась ранее в картине «Марли и я».
В начале 2014 года стартовали съёмки «Несносных боссов 2» — продолжения первой части 2011 года, имевшей огромный успех. Партнёрами Дженнифер по-прежнему стали Джейсон Бейтман, Чарли Дэй и Джейсон Судейкис. К картине также присоединились Крис Пайн и Кристоф Вальц. Фильм ставит сценарист другой комедии с Энистон «Мы — Миллеры» Шон Андерс. В этом же году Энистон, наряду с Кейси Аффлеком и Памелой Андерсон, приняла участие в озвучивании документального фильма «Единство», рассказывающего историю создания Вселенной. 8 сентября 2014 года на Международном кинофестивале в Торонто состоялась премьера драмы «Торт». Актриса исполнила роль страдающей хронической болью девушки по имени Клэр, которая в группе поддержки узнаёт про Нину, покончившую жизнь самоубийством. Чтобы лучше разобраться в мотивах её поступка, Клэр знакомится с её семьёй, в частности, мужем Роем, которого играет Сэм Уортингтон. Фильм был тепло принят критиками. За этот фильм она получила номинации на Премию Гильдии киноактёров и Золотой Глобус, однако уступила награды Джулианне Мур за фильм «Всё ещё Элис».
Долгое время Энистон числилась за проектом «Уже скучаю по тебе», который снимает режиссёр «Сумерек» Кэтрин Хардвик, где должна была сыграть на пару с Тони Коллетт. В итоге её заменили на Рэйчел Вайс, которая в свою очередь отказалась от участия в съёмках из-за их постоянного переноса. Дрю Бэрримор заменила Энистон.
В 2016 году вышла романтическая комедия Гарри Маршалла «Несносные леди», с участием Энистон, которая сыграла роль разведённой матери двоих детей. Фильм был одобрен критиками и имел умеренный коммерческий успех. В том же году она озвучила персонажа Сару Гарднер в мультфильме «Аисты», который получил положительные отзывы критиков и собрал более 183,4 миллиона долларов при бюджете в 70 миллионов долларов. Помимо этого, она снялась в фильме «Новогодний корпоратив», режиссёрами которого стали Джош Гордон и Уилл Спек. Фильм собрал 114,5 миллиона долларов по всему миру.
В военной драме «Жёлтые птицы» режиссёра Александра Мурса Энистон сыграла мать погибшего солдата. Она призналась, что равнодушна к военному жанру, однако сделала исключение, так как сценарий к фильму был написан красиво и проникновенно. Фильм был представлен на кинофестивале Сандэнс в 2017 году и получил VOD-релиз в июне 2018 года. Газета Los Angeles Times оценила игру Энистон, назвав её максимально правдоподобной.
В декабре 2018 года компания Netflix выпустила музыкальную комедию «Пышка», в которой Энистон выступила исполнительным продюсером и сыграла главную роль. В том же году она начала работать ещё над двумя проектами Netflix: комедией «Загадочное убийство», премьера которой состоялась 14 июня 2019 года, и сериалом «Первые леди».
1 ноября 2019 года Энистон вернулась на телевидение, снявшись в драме «Утреннее шоу». За роль в нём Энистон получила премию Гильдии киноактёров за лучшую женскую роль в драматическом сериале, а также была номинирована на премию Эмми за лучшую женскую роль в драматическом телесериале и две премии «Золотой глобус» за лучшую женскую роль в телевизионном сериале — драма.
21 февраля 2020 года телекомпания WarnerMedia объявила о запуске производства эпизода «Друзья: Воссоединение», в который вернулись все звездные актёры, включая Энистон.

## Личная жизнь и общественная деятельность
В прошлом Энистон встречалась с музыкантом Адамом Дьюрицем и актёром Тейтом Донованом. Её серьёзные отношения с актёром Брэдом Питтом часто освещались в прессе.
Она вышла замуж за Питта 29 июля 2000 года в Малибу.
Пара объявила о расставании 7 января 2005 года, 25 марта Энистон подала на развод, и они развелись 2 октября того же года.
В 2011 году Энистон начала встречаться с актёром Джастином Теру, с которым познакомилась на съёмках фильма «Жажда странствий». В августе 2012 года пара обручилась. В ночь с 5 на 6 августа 2015 они поженились в их доме в Лос-Анджелесе. В феврале 2018 года Энистон и Теру объявили о расставании.
В детстве Дженнифер Энистон узнала основы православной веры от своего отца, грека. Однако в зрелом возрасте она заявила «У меня нет религии. Я верю в Бога. Я не знаю, на что это похоже, но это мой Бог».
Когда нет съёмок, Дженнифер встаёт в восемь утра и начинает свой день со стакана тёплой воды с лимоном и 20-минутной медитации. Потом два часа она уделяет тренировке, включающей езду на велосипеде, йогу и силовые упражнения. Вечер посвящает отдыху и семье.
8 марта 2022 года Энистон на своей странице в инстаграме высказала поддержку украинским женщинам — солдатам, матерям, организаторам и волонтёрам. Она отметила, что украинки — невероятные, и их поддерживает весь мир. Актриса призвала своих подписчиков поддержать Украину и украинских женщин, пожертвовав деньги в ряд организаций.

## Фильмография

### Актёрские работы
| Год          |    | Русское название              | Оригинальное название       | Роль                    |
| ------------ | -- | ----------------------------- | --------------------------- | ----------------------- |
| 1990         | тф | Лагерь Кукамонга              | Camp Cucamonga              | Ава                     |
| 1990         | с  | Молли                         | Molloy                      | Кортни Уокер            |
| 1990—1991    | с  | Выходной день Ферриса Бьюлера | Ferris Bueller              | Джинни Бюллер           |
| 1992         | с  | Квантовый скачок              | Quantum Leap                | Кики Уилсон             |
| 1992—1993    | с  | Голова Германа                | Herman’s Head               | Сьюзи Брукс             |
| 1993         | ф  | Лепрекон                      | Leprechaun                  | Тори Ридинг             |
| 1994         | с  | Выкарабкивающийся             | Muddling Through            | Мэделин Дрего Купер     |
| 1994         | с  | Правосудие Бёрка              | Burke's Law                 | Линда Кэмпбелл          |
| 1994—2004    | с  | Друзья                        | Friends                     | Рэйчел Грин             |
| 1996         | ф  | Только она единственная       | She’s the One               | Рене Фицпатрик          |
| 1996         | ф  | Принц из снов                 | Dream of an Insomniac       | Эллисон                 |
| 1996         | с  | Партнёры                      | Partners                    | Сюзанна                 |
| 1997         | ф  | Ускользающий идеал            | Til There Was You           | Дебби                   |
| 1997         | ф  | Портрет совершенства          | Picture Perfect             | Кейт Мосли              |
| 1997         | мс | Царь горы                     | King of the Hill            | Пеперони Сью            |
| 1998         | ф  | Тонкая розовая линия          | The Thin Pink Line          | Клов                    |
| 1998         | ф  | Объект моего восхищения       | The Object of My Affection  | Нина Боровски           |
| 1998         | мс | Геркулес                      | Hercules                    | Галатея                 |
| 1999         | ф  | Офисное пространство          | Office Space                | Джоанна                 |
| 1999         | мф | Стальной гигант               | The Iron Giant              | Энни Хьюз               |
| 1999         | мф | Южный Парк                    | South Park                  | Миссис Стивенс          |
| 2001         | ф  | Рок-звезда                    | Rock Star                   | Эмили Поул              |
| 2002         | ф  | Хорошая девочка               | The Good Girl               | Джастин Ласт            |
| 2003         | ф  | Брюс Всемогущий               | Bruce Almighty              | Грейс Коннелли          |
| 2004         | ф  | А вот и Полли                 | Along Came Polly            | Полли Принс             |
| 2005         | ф  | Цена измены                   | Derailed                    | Люсинда Хэррис          |
| 2005         | ф  | Ходят слухи                   | Rumor Has It…               | Сара Хэттингер          |
| 2006         | ф  | Развод по-американски         | The Break-Up                | Брук                    |
| 2006         | ф  | Положись на друзей            | Friends with Money          | Оливия                  |
| 2008         | ф  | Любовный менеджмент           | Management                  | Сью Клауссен            |
| 2008         | ф  | Марли и я                     | Marley & Me                 | Дженнифер Гроган        |
| 2008         | с  | Грязь                         | Dirt                        | Тина Харрод             |
| 2008         | с  | Студия 30                     | 30 Rock                     | Клер Харпер             |
| 2009         | ф  | Обещать — не значит жениться  | He’s Just Not That Into You | Бет Мёрфи               |
| 2009         | ф  | Любовь случается              | Love Happens                | Элойс                   |
| 2010         | ф  | Охотник за головами           | The Bounty Hunter           | Николь Хёрли            |
| 2010         | ф  | Больше, чем друг              | The Switch                  | Кэсси Ларсон            |
| 2010         | с  | Город хищниц                  | Cougar Town                 | Гленн                   |
| 2011         | ф  | Притворись моей женой         | Just Go with It             | Кэтрин Мёрфи            |
| 2011         | ф  | Несносные боссы               | Horrible Bosses             | доктор Джулия Харрис    |
| 2012         | ф  | Жажда странствий              | Wanderlust                  | Линда Гергенблатт       |
| 2012         | с  | Жгучая любовь                 | Burning Love                | Дана                    |
| 2013         | ф  | Мы — Миллеры                  | We're the Millers           | Роуз О’Райли            |
| 2013         | ф  | Укради мою жену               | Life of Crime               | Маргарет «Микки» Доусон |
| 2014         | ф  | Несносные боссы 2             | Horrible Bosses 2           | доктор Джулия Харрис    |
| 2014         | ф  | Мисс Переполох                | She's Funny That Way        | Джейн Клермонт          |
| 2014         | ф  | Торт                          | Cake                        | Клэр Симмонс            |
| 2016         | ф  | Несносные леди                | Mother's Day                | Сэнди Ньюхаус           |
| 2016         | мф | Аисты                         | Storks                      | Сара Гарднер            |
| 2016         | ф  | Новогодний корпоратив         | Office Christmas Party      | Кэрол Ванстон           |
| 2017         | ф  | Жёлтые птицы                  | The Yellow Birds            | Морин Мёрфи             |
| 2018         | ф  | Пышка                         | Dumplin'                    | Роузи Диксон            |
| 2019         | ф  | Загадочное убийство           | Murder Mystery              | Одри Спиц               |
| 2019 — н. в. | с  | Утреннее шоу                  | The Morning Show            | Алекс Леви              |
| 2021         | ф  | Друзья: Воссоединение         | Friends: The Reunion        | в роли самой себя       |
| 2023         | ф  | Убийство в Париже             | Murder Mystery 2            | Одри Спитц              |

### Режиссёрские и продюсерские работы
| Год  | Русское название      | Оригинальное название      | Роль                              | Примечания       |
| ---- | --------------------- | -------------------------- | --------------------------------- | ---------------- |
| 2006 | Комната 10            | Room 10                    | режиссёр                          | короткометражный |
| 2008 | Любовный менеджмент   | Management                 | исполнительный продюсер           |                  |
| 2010 | Больше, чем друг      | The Switch                 | исполнительный продюсер           |                  |
| 2011 | Пять                  | Five                       | режиссёр, исполнительный продюсер | телефильм        |
| 2013 | Укради мою жену       | Life of Crime              | исполнительный продюсер           |                  |
| 2013 | Зови меня сумасшедшим | Call Me Crazy: A Five Film | исполнительный продюсер           | телефильм        |
| 2014 | Торт                  | Cake                       | исполнительный продюсер           |                  |
| 2017 | Жёлтые птицы          | The Yellow Birds           | исполнительный продюсер           |                  |

### Музыкальные видео
| Название              | Год  | Исполнитель                     | Режиссёр    | Ист.   |
| --------------------- | ---- | ------------------------------- | ----------- | ------ |
| I’ll Be There for You | 1994 | The Rembrandts                  | н/д         | [ 88 ] |
| Walls (Circus)        | 1996 | Tom Petty and the Heartbreakers | Фил Жоану   | [ 89 ] |
| I Want to Be in Love  | 2001 | Мелисса Этеридж                 | Дэвид Хоган | [ 90 ] |

## Бизнес
В сентябре 2021 презентовала собственный косметический бренд LolaVie, который будет выпускать средства для волос и кожи. В 2010-м году актриса выпустила под маркой LolaVie собственный парфюмерный аромат.

## Награды и номинации
Полный список наград и номинаций на сайте IMDb.com.
| Награды и номинации                   | Награды и номинации | Награды и номинации                                                                 | Награды и номинации                    | Награды и номинации |
| Награда                               | Год                 | Категория                                                                           | Работа                                 | Результат           |
| ------------------------------------- | ------------------- | ----------------------------------------------------------------------------------- | -------------------------------------- | ------------------- |
| Золотой глобус                        | 2002                | Лучшая женская роль второго плана — телесериал, мини-сериал или телефильм           | Друзья                                 | Номинация           |
| Золотой глобус                        | 2003                | Лучшая женская роль в телевизионном сериале — комедия или мюзикл                    | Друзья                                 | Победа              |
| Золотой глобус                        | 2015                | Лучшая женская роль — драма                                                         | Торт                                   | Номинация           |
| Золотой глобус                        | 2020                | Лучшая женская роль в телевизионном сериале — драма                                 | Утреннее шоу                           | Номинация           |
| Золотой глобус                        | 2020                | Лучший телевизионный сериал — драма (как продюсер)                                  | Утреннее шоу                           | Номинация           |
| Золотой глобус                        | 2022                | Лучшая женская роль в телевизионном сериале — драма                                 | Утреннее шоу                           | Номинация           |
| Золотой глобус                        | 2022                | Лучший телевизионный сериал — драма (как продюсер)                                  | Утреннее шоу                           | Номинация           |
| Золотой глобус                        | 2024                | Лучший телевизионный сериал — драма (как продюсер)                                  | Утреннее шоу                           | Номинация           |
| Эмми                                  | 2000                | Лучшая женская роль второго плана в комедийном телесериале                          | Друзья                                 | Номинация           |
| Эмми                                  | 2001                | Лучшая женская роль второго плана в комедийном телесериале                          | Друзья                                 | Номинация           |
| Эмми                                  | 2002                | Лучшая женская роль в комедийном телесериале                                        | Друзья                                 | Победа              |
| Эмми                                  | 2003                | Лучшая женская роль в комедийном телесериале                                        | Друзья                                 | Номинация           |
| Эмми                                  | 2004                | Лучшая женская роль в комедийном телесериале                                        | Друзья                                 | Номинация           |
| Эмми                                  | 2009                | Лучшая приглашённая актриса в комедийном телесериале                                | Студия 30                              | Номинация           |
| Эмми                                  | 2020                | Лучшая женская роль в драматическом телесериале                                     | Утреннее шоу                           | Номинация           |
| Эмми                                  | 2021                | Лучшая специальная развлекательная, музыкальная или комедийная программа            | Друзья: Воссоединение                  | Номинация           |
| Премия Гильдии киноактёров США        | 1996                | Лучший актёрский состав в комедийном сериале                                        | Друзья                                 | Победа              |
| Премия Гильдии киноактёров США        | 1999                | Лучший актёрский состав в комедийном сериале                                        | Друзья                                 | Номинация           |
| Премия Гильдии киноактёров США        | 2000                | Лучший актёрский состав в комедийном сериале                                        | Друзья                                 | Номинация           |
| Премия Гильдии киноактёров США        | 2001                | Лучший актёрский состав в комедийном сериале                                        | Друзья                                 | Номинация           |
| Премия Гильдии киноактёров США        | 2002                | Лучшая женская роль в комедийном сериале                                            | Друзья                                 | Номинация           |
| Премия Гильдии киноактёров США        | 2002                | Лучший актёрский состав в комедийном сериале                                        | Друзья                                 | Номинация           |
| Премия Гильдии киноактёров США        | 2003                | Лучшая женская роль в комедийном сериале                                            | Друзья                                 | Номинация           |
| Премия Гильдии киноактёров США        | 2003                | Лучший актёрский состав в комедийном сериале                                        | Друзья                                 | Номинация           |
| Премия Гильдии киноактёров США        | 2004                | Лучший актёрский состав в комедийном сериале                                        | Друзья                                 | Номинация           |
| Премия Гильдии киноактёров США        | 2015                | Лучшая женская роль                                                                 | Торт                                   | Номинация           |
| Премия Гильдии киноактёров США        | 2020                | Лучшая женская роль в драматическом сериале                                         | Утреннее шоу                           | Победа              |
| Премия Гильдии киноактёров США        | 2022                | Лучшая женская роль в драматическом сериале                                         | Утреннее шоу                           | Номинация           |
| Премия Гильдии киноактёров США        | 2022                | Лучший актёрский состав в драматическом сериале                                     | Утреннее шоу                           | Номинация           |
| Премия Гильдии киноактёров США        | 2024                | Лучшая женская роль в драматическом сериале                                         | Утреннее шоу                           | Ожидается           |
| Премия Гильдии киноактёров США        | 2024                | Лучший актёрский состав в драматическом сериале                                     | Утреннее шоу                           | Ожидается           |
| Выбор критиков                        | 2015                | Лучшая женская роль                                                                 | Торт                                   | Номинация           |
| Выбор критиков                        | 2024                | Лучшая женская роль в драматическом сериале                                         | Утреннее шоу                           | Номинация           |
| Выбор критиков                        | 2024                | Лучший драматический телесериал (как продюсер)                                      | Утреннее шоу                           | Номинация           |
| Спутник                               | 2000                | Лучшая женская роль второго плана в телесериале — комедия или мюзикл                | Друзья                                 | Номинация           |
| Спутник                               | 2003                | Лучшая женская роль второго плана в телесериале — комедия или мюзикл                | Друзья                                 | Номинация           |
| Спутник                               | 2003                | Лучшая женская роль второго плана — Кинофильм                                       | Хорошая девочка                        | Номинация           |
| Aftonbladet TV Prize                  | 2001                | Лучшая иностранная телеактриса                                                      | Друзья                                 | Победа              |
| Aftonbladet TV Prize                  | 2002                | Лучшая иностранная телеактриса                                                      | Друзья                                 | Победа              |
| Aftonbladet TV Prize                  | 2003                | Лучшая иностранная телеактриса                                                      | Друзья                                 | Победа              |
| Aftonbladet TV Prize                  | 2004                | Лучшая иностранная телеактриса                                                      | Друзья                                 | Победа              |
| American Comedy Awards                | 1996                | Самая смешная роль второго плана в телесериале                                      | Друзья                                 | Номинация           |
| American Comedy Awards                | 1999                | Самая смешная роль второго плана в телесериале                                      | Друзья                                 | Номинация           |
| American Comedy Awards                | 2001                | Самая смешная роль второго плана в телесериале                                      | Друзья                                 | Номинация           |
| CineVegas International Film Festival | 2007                | Приз жюри за лучший короткометражный фильм                                          | Комната 10                             | Победа              |
| Directors Guild of America            | 2012                | Выдающиеся достижения в режиссуре в телевидении / мини-сериалах                     | Пять                                   | Номинация           |
| GLAAD Media Awards                    | 2007                | Премия «Авангард»                                                                   | н/д                                    | Победа              |
| Hollywood Film Festival               | 2002                | Актриса года                                                                        | Друзья                                 | Победа              |
| Независимый дух                       | 2003                | Лучшая женская роль                                                                 | Хорошая девочка                        | Номинация           |
| Kids’ Choice Awards                   | 1997                | Лучшая телеактриса                                                                  | Друзья                                 | Номинация           |
| Kids’ Choice Awards                   | 1999                | Лучшая телеактриса                                                                  | Друзья                                 | Номинация           |
| Kids’ Choice Awards                   | 2000                | Лучшие теледрузья (совместно с Лизой Кудроу и Кортни Кокс)                          | Друзья                                 | Номинация           |
| Kids’ Choice Awards                   | 2002                | Лучшая телеактриса                                                                  | Друзья                                 | Номинация           |
| Kids’ Choice Awards                   | 2003                | Лучшая телеактриса                                                                  | Друзья                                 | Номинация           |
| Kids’ Choice Awards                   | 2004                | Лучшая телеактриса                                                                  | Друзья                                 | Номинация           |
| Kids’ Choice Awards                   | 2009                | Лучшая киноактриса                                                                  | Марли и я                              | Номинация           |
| Logie Awards                          | 2004                | Самая популярная зарубежная звезда                                                  | Друзья                                 | Победа              |
| MTV Awards                            | 2004                | Лучший поцелуй (совместно с Джимом Керри)                                           | Брюс всемогущий                        | Номинация           |
| MTV Awards                            | 2004                | Лучший танец (совместно с Беном Стиллером)                                          | А вот и Полли                          | Номинация           |
| MTV Awards                            | 2011                | Лучшая женская роль                                                                 | Притворись моей женой                  | Номинация           |
| MTV Awards                            | 2012                | Лучший никчёмный персонаж                                                           | Несносные боссы                        | Номинация           |
| MTV Awards                            | 2014                | Лучшая женская роль                                                                 | Мы — Миллеры                           | Номинация           |
| MTV Awards                            | 2014                | Лучшая роль «без рубашки»                                                           | Мы — Миллеры                           | Номинация           |
| MTV Awards                            | 2014                | Лучший поцелуй                                                                      | Мы — Миллеры                           | Номинация           |
| Online Film Critics Society Awards    | 2003                | Лучшая актриса                                                                      | Хорошая девочка                        | Номинация           |
| Выбор народа                          | 2001                | Любимая телеактриса                                                                 | Друзья                                 | Победа              |
| Выбор народа                          | 2002                | Любимая телеактриса                                                                 | Друзья                                 | Победа              |
| Выбор народа                          | 2003                | Любимая телеактриса                                                                 | Друзья                                 | Победа              |
| Выбор народа                          | 2004                | Любимая телеактриса                                                                 | Друзья                                 | Победа              |
| Выбор народа                          | 2007                | Favorite On-Screen Match-Up                                                         | Развод по-американски                  | Номинация           |
| Выбор народа                          | 2007                | Любимая кинозвезда                                                                  | Развод по-американски                  | Победа              |
| Выбор народа                          | 2010                | Любимая актриса                                                                     | Охотник за головами                    | Номинация           |
| Выбор народа                          | 2011                | Любимая актриса                                                                     | Притворись моей женой                  | Номинация           |
| Выбор народа                          | 2012                | Любимая актриса                                                                     | Жажда странствий                       | Номинация           |
| Выбор народа                          | 2012                | Любимая комедийная актриса                                                          | Жажда странствий                       | Номинация           |
| Золотая малина                        | 1997                | Худшая новая звезда (совместно с Лизой Кудроу, Мэттом Лебланом и Дэвидом Швиммером) | Друзья                                 | Номинация           |
| Золотая малина                        | 2011                | Худшая женская роль                                                                 | Охотник за головами                    | Номинация           |
| Золотая малина                        | 2011                | Худшая женская роль                                                                 | Больше, чем друг                       | Номинация           |
| Золотая малина                        | 2011                | Худшая экранная пара / Худший актёрский ансамбль                                    | Охотник за головами                    | Номинация           |
| Золотая малина                        | 2012                | Худшая экранная пара (совместно с Бруклином Деккером и Адамом Сэндлером)            | Притворись моей женой                  | Номинация           |
| Золотая малина                        | 2015                | Приз за восстановление репутации                                                    | Торт                                   | Номинация           |
| ShoWest Convention                    | 2005                | Телезвезда года                                                                     | н/д                                    | Победа              |
| TV Guide Awards                       | 2000                | Выбор редакторов                                                                    | Друзья                                 | Победа              |
| TV Land Awards                        | 2005                | Звезда малого и большого экрана                                                     | н/д                                    | Номинация           |
| TV Land Awards                        | 2006                | Самый незабываемый поцелуй (совместно с Дэвидом Швиммером)                          | Друзья                                 | Номинация           |
| TV Land Awards                        | 2006                | Звезда малого и большого экрана                                                     | н/д                                    | Номинация           |
| TV Land Awards                        | 2007                | Звезда малого и большого экрана                                                     | н/д                                    | Номинация           |
| TV Land Awards                        | 2007                | Break Up That Was So Bad It Was Good (совместно с Дэвидом Швиммером)                | Друзья                                 | Номинация           |
| Teen Choice Awards                    | 2002                | Выбор: Комедийная актриса                                                           | Друзья                                 | Победа              |
| Teen Choice Awards                    | 2003                | Выбор: Movie Liplock (совместно с Джейком Джилленхолом)                             | Хорошая девочка                        | Номинация           |
| Teen Choice Awards                    | 2003                | Выбор: Лгун                                                                         | Хорошая девочка                        | Номинация           |
| Teen Choice Awards                    | 2003                | Выбор: Актриса — комедия                                                            | Брюс всемогущий                        | Номинация           |
| Teen Choice Awards                    | 2003                | Выбор: Телеактриса — комедия                                                        | Друзья                                 | Победа              |
| Teen Choice Awards                    | 2003                | Выбор: Лучшая актриса — драма / приключенческий боевик                              | Хорошая девочка                        | Победа              |
| Teen Choice Awards                    | 2004                | Выбор: Телеактриса — комедия                                                        | Друзья                                 | Победа              |
| Teen Choice Awards                    | 2006                | Выбор: Актриса — комедия                                                            | Развод по-американски                  | Номинация           |
| Teen Choice Awards                    | 2006                | Выбор: Лучшее взаимопонимание (совместно с Винсом Воном)                            | Развод по-американски                  | Победа              |
| Teen Choice Awards                    | 2009                | Выбор: Актриса — комедия                                                            | Марли и я Обещать — не значит жениться | Номинация           |
| Teen Choice Awards                    | 2011                | Выбор: Актриса — мелодрама                                                          | Притворись моей женой                  | Номинация           |
| Teen Choice Awards                    | 2011                | Выбор: Лучшее взаимопонимание (совместно с Адамом Сэндлером)                        | Притворись моей женой                  | Победа              |
| Teen Choice Awards                    | 2014                | Выбор: Лгун                                                                         | Мы — Миллеры                           | Номинация           |
| Teen Choice Awards                    | 2016                | Выбор: Актриса — комедия                                                            | Несносные леди                         | Номинация           |
| Teen Choice Awards                    | 2019                | Выбор: Актриса лета                                                                 | Загадочное убийство                    | Номинация           |
| Голливудская «Аллея славы»            | 2012                | Именная звезда за вклад в киноиндустрию                                             | н/д                                    | Победа              |